# Rudolf Ziegenhagen
Rudolf Ziegenhagen (* 28. April 1895 in Lochowo, Landkreis Bromberg; † 10. Juli 1949 in Berlin-Kreuzberg) war ein deutscher Buchhändler. Er war Rätekommunist und im Widerstand gegen den Nationalsozialismus in Berlin aktiv.

## Leben
Ziegenhagen war seit 1920 Mitglied der Allgemeinen Arbeiter-Union (AAU), die er als „politisch – wirtschaftliche Arbeiterorganisation“ definierte. Diese linksradikale, aber nicht-leninistische Vereinigung setzte auf die direkte Aktion der Lohnabhängigen. Sie lehnte den Staat und die Parteien und auch die verbürokratisierten Gewerkschaften ab. Sie hatte nur wenige Mitglieder. In Ziegenhagens Buchhandlung verlegte sie ihr Propagandamaterial. Nach dem Reichstagsbrand ging die Organisation in die Illegalität. Ziegenhagen organisierte Druck und Verteilung illegaler Schriften wie etwa „Marx – Gedenkheft“ und „Die Sieger von heute, die Sieger von Morgen“, die in einer Auflage von 400 – 500 Stück hergestellt wurden, sowie die Zeitschrift „Die Fackel“. Die Gruppe flog aber durch einen Denunzianten auf und Ziegenhagen und zwei Helfer wurden am 1. Juni 1933 verhaftet. Das Reichsgericht verurteilt Ziegenhagen am 30. Januar 1934 zu zwei Jahren und neun Monaten Haft, seine Mitangeklagten Albert Kohn und Hedwig Zindel erhielten kürzere Haftstrafen. Sie waren jüdischen Glaubens und wurden als ausländische Staatsangehörige nach Ende der Haft in die Tschechoslowakei ausgewiesen. Ziegenhagen kam nach seiner Haft zunächst ins KZ Lichtenburg und stand anschließend unter Polizeiaufsicht.
Er wurde im August 1939 zu einer Minensuchflottille der Kriegsmarine einberufen und geriet im Mai 1945 in Kriegsgefangenschaft. Mitte 1946 kehrte er nach Berlin zurück und arbeitete bis zu seinem Tod 1949 als kaufmännischer Angestellter bei der AEG in Wedding.
Ziegenhagen wird im Roman Mit Feuereifer. Kappes 14. Fall von Horst Bosetzky erwähnt.